# Плутос (комедия)
«Плу́тос» (др.-греч. Πλοῦτος — «богатство»; лат. Plutus) — произведение древнегреческого комедиографа Аристофана. Первый раз пьеса представлена в 408 году до н. э., позже была переработана и поставлена на сцене в 388 году до н. э. в состязании с участием ещё четырёх поэтов. Результаты состязаний неизвестны. Поставлена на сцене во второй раз, в оконченной переработке. Это была последняя пьеса, поставленная на сцене самим Аристофаном.
Аристофановского «Плутоса» относят не к древней, а уже к средней комедии, потому что хор в нём не имеет важного значения, нет парабазы, нет сатиры в направлении отдельных лиц.

## Действующие лица
- Карион — раб
- Хремил — старик-земледелец
- Плутос — бог богатства
- Хор стариков-земледельцев
- Блепсидем — друг Хремила
- Бедность
- Жена Хремила
- Честный человек
- Доносчик
- Старуха
- Юноша
- Гермес
- Жрец Зевса

## Русские переводы
1. Комедии Аристофана. / Пер. с греч. М. Арто, с франц. В. Т. СПб., 1897. 619 стр.
2. Аристофан. Комедии. / Пер. А. И. Пиотровского. В 2 т. М.-Л.: Academia. 1934. Т. 1. 585 стр. Т. 2. 641 стр.
3. Аристофан. Комедии. В 2 т. / Общ. ред. Ф. А. Петровского и В. Н. Ярхо. М.: Гос. изд. худ. лит. 1954. Т. 1. 452 стр. Т. 2. 504 стр. (включает новые переводы: «Ахарняне» и «Птицы» С. Апта, «Всадники» К. Полонской, «Лягушки» Ю. Шульца)
4. Аристофан. Комедии. / Пер. А. И. Пиотровского [М., 1934]. Фрагменты. / Пер. М. Л. Гаспарова. Изд. подг. В. Н. Ярхо. Отв. ред. М. Л. Гаспаров. (Серия «Литературные памятники»). М.: Наука-Ладомир, 2000. 1080 стр. см. также в статье Аристофан